# Fay Compton
Pour les articles homonymes, voir Compton.
Fay Compton est une actrice anglaise, née le 18 septembre 1894 à Londres — Quartier de West Kensington — (Angleterre), où elle est morte le 12 décembre 1978. Elle est la sœur de l'écrivain Compton Mackenzie (1883-1972).

## Biographie
Fay Compton est née dans une famille fortement liée au théâtre : son grand-père Henry Compton était célèbre pour ses rôles comiques du répertoire shakespearien, son père Edward Compton, sa mère Virginia Bateman, son oncle Charles compton, sont eux aussi des acteurs, de même que sa sœur aînée Viola Compton (en).
Elle fait des études dans le Surrey et commence une carrière théâtrale dès 1911 dans les Follies de son mari H. G. Pelissier (en), qu'elle vient d'épouser, mais qui meurt en 1913 en lui laissant un enfant, Anthony, qui aura plus tard une carrière dans le cinéma comme acteur et réalisateur. Elle commence une carrière en parallèle au cinéma très rapidement.

## Filmographie

### Cinéma
- 1914 : She Stoops to Conquer : serveuse
- 1917 : One Summer's Day : Maisie
- 1917 : The Labour Leader : Diana Hazlitt
- 1920 : Judge Not : Nelly
- 1921 : The Old Wives' Tale : Sophie Barnes
- 1921 : Une femme sans importance (A Woman of No Importance) : Rachel Arbuthnot
- 1922 : La Maison du danger (The House of Peril) : Sylvia Bailey
- 1922 : Diana of the Crossways : Diana
- 1922 : A Bill of Divorcement de Denison Clift
- 1923 : Les Amours de Mary, reine d’Écosse (The Loves of Mary, Queen of Scots) : Marie Stuart
- 1923 : This Freedom : Rosalie Aubyn
- 1924 : Claude Duval : Duchesse Frances
- 1924 : Le Onzième commandement (The Eleventh Commandment) : Ruth Barchester
- 1925 : The Happy Ending : Mildred Craddock
- 1925 : Settled Out of Court : la femme
- 1926 : Les Amours de Londres (London Love) : Sally Hope
- 1927 : Somehow Good : Rosalind Nightingale
- 1927 : Robinson Crusoe : Sophie
- 1928 : Zero : Mrs. Garth
- 1929 : Le Maestro (Fashions in Love) : Marie De Remy
- 1931 : Cape Forlorn : Eileen Kell
- 1931 : Uneasy Virtue : Dorothy Rendell
- 1931 : Tell England d'Anthony Asquith et Geoffrey Barkas (en) : Mme Doe
- 1934 : Song at Eventide : Helen d'Alaste
- 1934 : Autumn Crocus : Jenny Grey
- 1934 : Le Chant du Danube (Waltzes from Vienna), d'Alfred Hitchcock : Comtesse Helga von Stahl
- 1936 : Wedding Group : Florence Nightingale
- 1937 : The Mill on the Floss : Mrs. Tulliver
- 1940 : So This Is London : Lady Worthing
- 1941 : Le Premier Ministre (The Prime Minister), de Thorold Dickinson : la reine Victoria
- 1947 : Nicholas Nickleby (The Life and Adventures of Nicholas Nickleby), d'Alberto Cavalcanti : Madame Mantalini
- 1947 : Huit Heures de sursis (Odd Man Out) de Carol Reed : Rosie
- 1948 : Esther Waters : Mrs. Barfield
- 1948 : London Belongs to Me : Mrs. Josser
- 1949 : Rue interdite (Britannia Mews) : Mrs. Culver
- 1950 : Blackmailed, de Marc Allégret : Mrs. Christopher
- 1951 : Rires au paradis (Laughter in Paradise), de Mario Zampi : Agnes Russell
- 1952 : Lady Possessed : Mme Brune
- 1952 : Othello (The Tragedy of Othello: The Moor of Venice), d'Orson Welles : Emilia
- 1953 : Les Vaincus (I Vinti), de Michelangelo Antonioni : Mrs. Pinkerton
- 1954 : Aunt Clara : Gladys Smith
- 1956 : Doublecross : Alice Pascoe
- 1957 : Le Scandale Costello (The Story of Esther Costello), de David Miller : Mère Supérieure
- 1957 : Traqué par Scotland Yard (Town on Trial) : Mrs. Crowley
- 1963 : Uncle Vanya : Marya, la mère
- 1963 : La Maison du diable (The Haunting), de Robert Wise : Mrs. Sanderson

### Télévision
- 1965 : Land of My Dreams
- 1967 : La Dynastie des Forsyte (The Forsyte Saga) (feuilleton) : tante Ann Forsyte
- 1967 : Sanctuary (série) : sœur Juliana
- 1968 : Journey to Midnight : reine Victoria (épisode Poor Butterfly)
- 1968 : Cold Comfort Farm : tante Ada Doom (Starkadder)
- 1969 : I Start Counting : Mrs. Bennett
- 1970 : La Vierge et le Gitan (The Virgin and the Gypsy) : Mamy